# 6G
Pour les articles homonymes, voir 6G (homonymie).
 (novembre 2020).
La 6G sera la sixième génération de technologies de communication sans fil prenant en charge les réseaux de données cellulaires. Elle succédera à la 5G et répondra aux besoins des systèmes gourmands en vitesse d'acheminement de grandes quantités de données en particulier les systèmes de transport intelligents,, véhicules interconnectés, l'internet des objets, la communication holographique et le jumeau numérique.

## Normalisation, recherches et développements
Les normes internationales pour cette future génération sont en cours de définition. La 6G ne semble pas encore figurer à l'agenda de l'organisme de certification des technologies de télécommunications, le 3GPP, composé d'acteurs majeurs du marché des télécommunications. La 6G pourrait être promue par les pays marginalisés dans la maîtrise de la 5G en tant que fournisseur de la technologie. L'avènement d'une 6G semble être pour l'heure un objet politique plus que technologique : « les technologies mobiles sont désormais devenues de véritables enjeux de pouvoirs pour nombre d'États ».
La 6G sera probablement beaucoup plus rapide, avec des vitesses d'environ 95 Gb/s. Plusieurs entreprises importantes (Nokia, Samsung, Huawei et LG) ont manifesté leur intérêt pour la 6G. La Corée du Sud et le Japon seraient également intéressés. La 6G deviendra probablement disponible sur le marché dans les années 2030,,,,,[source insuffisante]. Selon Samsung, les différences de performances prévues du réseau (latence, fiabilité, de débits des données, l’économie d’énergie, la densité de terminaux supportée) entre la 5G et la 6G sont importantes. Les débits passeraient de 20 Gbit/s à 1 000 Gbit/s, en pointe, en pratique les terminaux mobiles disposeront d'un débit de 1 Gbit/s, contre environ 0,1 Gbit/s (100 Mbit/s) en 5G. La latence chuterait à 0,1 ms, contre 1 ms.
Marginalisés sur la 5G, les États-Unis tentent de mettre en place un écosystème 6G afin de rattraper un retard certain et de retrouver la suprématie dans le domaine des infrastructures de télécommunications mobiles,.
Le 13 octobre 2020, les acteurs de l’industrie américaine des télécoms ont lancé la « Next G Alliance », ATIS (Alliance for Telecommunications Industry Solutions) dans le but de définir la stratégie sur la 6G en se positionnant sur la normalisation, les spécifications techniques, la fabrication des équipements et la mise en service opérationnelle. Elle regroupe les opérateurs de télécommunications mobiles AT&T, Verizon, T-Mobile, les fournisseurs de technologies et de logiciels Ciena (en), Qualcomm, VMware, Cisco, Intel, Apple, Google, Facebook, Microsoft. Les équipementiers des télécommunications Nokia, Ericsson et Samsung y sont associés,.
Le 6 novembre 2020, le satellite Tianyan 05 est envoyé dans l'espace pour effectuer des essais de transmission avec la Terre, en utilisant des technologies prévues pour la 6G. La Chine expérimentera les fréquences térahertz, situées entre 0,1 et 10 THz,.
Le 8 décembre 2020, l'Union européenne lance le projet Hexa-X associant les équipementiers télécoms dont Nokia, Ericsson, et les opérateurs de télécommunications Orange et Telefónica pour définir la feuille de route et orienter les développements futurs de la 6G. Le projet Hexa-X a reçu un financement de la Commission européenne.

## Technique

### Progrès des amplificateurs
- Si vous ne connaissez pas le sujet, laissez ce bandeau (vous pouvez alors contacter les auteurs).
- Si vous supprimez le contenu mis en cause (vous pouvez préalablement contacter les auteurs),

argumentez précisément cette suppression dans la page de discussion
(un manque de référence n'est pas un argument ; une recherche réelle de référence doit avoir été effectuée, être formellement documentée).
Des études récentes, de janvier 2021, ont contribué à des progrès marqués dans l'industrie de la 6G. Un groupe de l'université de Californie à Santa Barbara a annoncé la fabrication d'un appareil accélérant son développement et sa conception. Ils ont fait état des principaux aspects du dispositif, notamment un transistor « n-polaire » à haute mobilité électronique en nitrure de gallium. Cette technologie est connue sous le nom de « transistor à haute mobilité électronique » (MODFET). La présence de cette charge donne à l'appareil la capacité de fonctionner à des fréquences élevées, car les électrons sont libres de se déplacer rapidement à travers sans obstruction. Bien que les données n'aient pas encore été publiées, les chercheurs affirment qu'elles montrent des résultats prometteurs et ils comptent tester les nouveaux appareils à des fréquences encore plus élevées qu'auparavant (140 et 230 GHz, deux fréquences appartenant à la bande de fréquences dite « térahertz »).